# Abbey Lee
Abbey Lee Kershaw (sinh 12 tháng 6 năm 1987) là một người mẫu Úc.

## Tuổi thơ
Abbey Lee sinh ra và lớn lên tại Melbourne, Úc.

## Sự nghiệp
Cô đã xuất hiện trong các chiến dịch quảng cáo cho các nhãn hiệu như Gucci, D & G, Express, Chanel, Chloe, Ralph Lauren, Karl Lagerfeld, Gap, Moussy, Guilty Brotherhood, Fendi, Mulberry, Jaeger, H&M, Alexander Wang, Anna Sui, Calvin Klein, Tom Ford, Hugo Boss, Donna Karan và Versace.
Cô được trình diễn trong show của các nhãn hiệu Gucci, Versace, Fendi, Prada, Burberry Prorsum, Emilio Pucci, Chanel, Dior, Givenchy, Yves Saint Laurent, Balmain, Lanvin, Valentino, Miu Miu, Stella McCartney, Karl Lagerfeld, Alexander McQueen, Tom Ford và nhiều nhãn hiệu nổi tiếng khác.
Abbey được nhiều tạp chí phỏng vấn như tạp chí V, W Magazine, Dazed & Confused, Allure, Harper's Bazar, i-D, tạp chí The Last, tạp chí Purple, tạp chí Muse, tạp chí The Gentlewoman... cô cũng được lên bìa nhiều tạp chí như Vogue Nhật Bản 2 lần, Vogue Úc 4 lần, được lên bìa Vogue Hàn Quốc, Nga và Đức... Cô từng được nhiều nhiếp ảnh gia nổi tiếng chụp hình cho như Inez van Lamsweerde, Vinoodh Matadin và, Nick Knight, Mario Testino, Steven Meisel và Craig McDean.
Abbey Lee là gương mặt quảng cáo nước hoa "Flora" của Gucci trong hai năm liên tiếp. Cô trình diễn cho Victoria's Secret trong hai năm 2008 và 2009. Trong show của Alexander McQueen tại tuần lễ thời trang xuân hè 2009, Abbey đã bị ngất, có thông tin cho rằng do chế độ ăn kiêng mà cô bị ngất, tuy nhiên, Abbey Lee đã lên tiếng và cho rằng mình bị ngất do các bộ quần áo quá chật.
Cô liên tục xuất hiện trong top 10 First face do Fashion TV bình chọn, trong tuần lễ thời trang xuân hè 2010 cô là người đứng thứ nhất trong top 10 First face. Abbey xếp thứ 5 trong bảng xếp hạng 50 người mẫu do Models.com bình chọn.
Kershaw tham gia chụp hình cho bộ lịch Pirelli 2010 do Terry Richardson làm đạo diễn và năm 2011 do Karl Lagerfeld làm đạo diễn.

## Cuộc sống cá nhân
Cô có nhiều bạn bè trong giới người mẫu, phải kể đến như Freja Beha, Karmen Pedaru, Daisy Lowe, Karlie Kloss và Catherine McNeil.
Abbey có tổng cộng 10 lỗ bấm trên cơ thể mình, bao gồm 1 lỗ bấm ở mũi, 1 lỗ bấm ở núm vú... Cô cũng có nhiều hình xăm bao gồm cả hình xăm đầu tiên của cô biểu tượng của chòm sao Song tử ở mắt cá chân, "truth" ở dưới môi dưới của mình, "index" được ghi trên ngón trỏ trái, "courtney and timothy" được ghi bằng mực trắng trên cánh tay trái và những hình khác.
Cô đăng sống tại New York. Bạn trai của cô là rocker Matthew Hutchinson.

## chú thích
1. 1 2  "Abbey Lee". Next Models. Bản gốc lưu trữ ngày 22 tháng 8 năm 2008. Truy cập ngày 9 tháng 11 năm 2008.
2. ↑  http://models.com/model_culture/50topmodels/top50.cfm?fnumber=5&lnumber=1